# نیام گیجگاهی
نیام گیجگاهی غلافی است که در سر انسان بر روی ماهیچه گیجگاهی قرار گرفته‌است.